# 眠れる美女 (2007年の映画)
『眠れる美女』（ねむれるびじょ、DAS HAUS DER SCHLAFENDEN SCHONEN HOUSE OF THE SLEEPING BEAUTIES）は、ドイツ人俳優・ヴァディム・グロウナの監督による2007年12月15日公開のドイツ映画（製作は2005年）。川端康成の小説『眠れる美女』を原作とし、その構成をほぼ忠実に活かしている映画である。

## あらすじ
主人公のエドモンドは、15年前の謎めいた交通事故で妻と娘を亡くした孤独な初老の男である。ある日、エドモンドは友人・コーギから、或る秘密の館を紹介され訪れた。そこは、前後不覚に眠らされている全裸の美少女と添寝し逸楽を味わうという、老人男性のための秘密くらぶの館だった。
禁忌や注意事項を説明された後、謎めいたマダムに案内されたエドモンドは、若くみずみずしい「眠れる美女」の裸体と寄り添い一夜を過ごす。そんな館でのひとときを5回通い、様々なタイプの「眠れる美女」の傍らで過去の女性たちや母を回想し夢を見たエドモンドは、最後の第6夜目にレクイエムのBGMの中、聖母像に看取られながら昇天していく。

## キャスト
- エドモンド：ヴァディム・グロウナ
- コーギ：マクシミリアン・シェル
- マダム：アンゲラ・ヴィンクラー
- ゴルト：ビロル・ユーネル
- 秘書：モナ・グラス
- メイド：マリーナ・ヴァイス
- バラード歌手：ベンヤミン・チャブック
- 牧師：ペーター・ルッパ

## スタッフ
- 監督・脚本：ヴァディム・グロウナ
- 製作：ヴァディム・グロウナ、レイモンド・タラバイ
- 撮影：シーロ・カペラッリ
- 美術：ペーター・ヴェーバー
- 音楽：ニコラウス・グロウナ、ジギー・ミュラー
- 衣装：ルーツィェ・ベイツ
- メイク：イェカタリーナ・エルテル
- 音響：トーマス・クノップ
- 脚色：チャーリー・レーツィン

## 原作との比較
川端康成の『眠れる美女』を映画化した作品は国内海外にいくつかあるが、このヴァディム・グロウナ監督のドイツ映画は、一夜ごとの連続する物語という小説『眠れる美女』の構成を忠実に活かしており、最も原作に近い作品世界となっている。妻子を交通事故で亡くしたという設定は原作には無いが、過去を悔いる孤独な老人・エドモンドと「眠れる美女」の裸体との交流そのものが主体化され、それが要のシークエンスとなって現在時の流れが形成されており、原作とかなり近い状況で物語が進行している。
原作と大きく違う点は、「第6夜」が加えられていることで、原作小説では最後の第5夜で、美女の一人が死亡し、主人公の老人はその後孤独に生き続ける無間地獄が示唆され物語は終わるが、この映画では、過去への後悔に苦しんでいた老人が、最後の第6夜に聖母像に看取られながら死ぬエンディングとなっている。福田淳子は、こういった原作との違いから、「肉体の生々しい描写や最後の老人の死などから、“生”や“性”そして“死”に対する思想の違いが面白いように見えてくる作品」だと解説している。